# Alexandria (Minnesota)
Alexandria – miasto w Stanach Zjednoczonych, w stanie Minnesota, w hrabstwie Douglas.